# Meteorstaub
Als Meteorstaub wird der feine Niederschlag bezeichnet, der beim Verglühen von Sternschnuppen und größeren Meteoren entsteht und langsam zu Boden rieselt. Diese Teilchen sind kleiner als 0,1 mm.

Aber auch Mikrometeorite tragen zu diesem Aerosol bei, wenn sie mit Durchmessern unter 1 mm zu klein zum Verglühen sind. Sie werden beim Eindringen in die Hochatmosphäre wegen zu geringem Masse-Querschnitt-Verhältnis so rasch abgebremst, dass keine starke Erhitzung eintritt und sie ohne wesentliche Schmelzvorgänge absinken.
Die Menge des meteoritischen Staubes überwiegt die Masse der größeren, bis zum Boden fallenden Teilchen, der Meteorite, um mehrere Größenordnungen. Die Schätzungen liegen für die gesamte Erdoberfläche zwischen einigen hundert und etwa 5000 Tonnen pro Tag.
Große Meteoriteneinschläge der frühen Erdgeschichte lassen sich oft nur durch den staubförmigen Niederschlag nachweisen, der sich in den damals sedimentierten Gesteinsschichten findet. Dieser Staub kann z. B. das Platinmetall Iridium in einem weit höheren Anteil enthalten als die normale Erdkruste. Daher kann für ein stark iridiumhältiges Sediment ein extraterrestrischer Ursprung angenommen werden.